# راسيل فرنسيس
راسيل فرنسيس (بالإنجليزية: Russ Francis)‏ هو منافس ألعاب قوى أمريكي، ولد في 3 أبريل 1953 في سياتل في الولايات المتحدة.

## وصلات خارجية
- راسيل فرنسيس على موقع مرجع كرة القدم المحترفة.كوم (الإنجليزية)
- راسيل فرنسيس على موقع CageMatch worker (الإنجليزية)
- راسيل فرنسيس على موقع قاعدة بيانات المصارعة على الإنترنت (الإنجليزية)
- راسيل فرنسيس على موقع قاعة هاواي للمشاهير الرياضية (مؤرشف) (الإنجليزية)